# Tethys
Trong thần thoại Hy Lạp, Tethys ( /ˈtiːθɪs, ˈtɛθɪs/ ; tiếng Hy Lạp cổ: Τηθύς, đã Latinh hoá: Tēthýs) là một trong những vị thần Titan. Bà là con gái của Uranus với Gaia, em gái/vợ của Titan Oceanus, đồng thời cũng là mẹ của các vị thần sông và các nữ thần Oceanids. Mặc dù Tethys không có vai trò tích cực nào trong thần thoại Hy Lạp và không có thành lập một giáo phái riêng, bà được mô tả trong các bức tranh khảm trang trí bồn tắm, hồ bơi và triclinia ở phía Đông Hy Lạp, đặc biệt là ở Antioch và các vùng ngoại ô của nó, một mình hoặc cùng với thần Oceanus.